# Mercedes (ime)
Mercedes je žensko osobno ime španjolskog podrijetla. Odnosi se na atribut "milosti Blažene Djevice Marije, "Našu Gospu od Milosti".